# 전광영
전광영(全光榮, Chun Kwang Young, 1944년 ~ )은 대한민국의 미술가이다. 한국전통 한지로 군집된 종이묶음들로 이루어진 구성적 패턴과 솟아오른 입체들의 돌기된 표면이 보여주는 일정한 구조의 반복들이 패턴페인팅과 미니멀리즘의 컨셉을 연상시킨다. 한인으로서는 드물게 서울국제 아트페어, 시카고 아트페어, 뉴욕아트페어 외 다수 해외전시를 하였으며 현재도 왕성한 작품활동을 이어가고 있다.

## 전시경력

### 개인전
- 2024 개인전, 선다람 타고르 갤러리 , 뉴욕, 미국
- 2023 개인전, 탕 컨템포러리 아트, 베이징, 중국
- 2022 개인전, 제 59회 베니스 비엔날레 병행전시, 베니스, 이탈리아
- 2022 개인전, 모스크바현대미술관, 모스크바, 러시아
- 2020 개인전, 뮤지엄 그라운드, 용인, 대한민국
- 2019 개인전 뮤지엄 그라운드, 용인, 대한민국
- 2019 개인전, 선다람 타고르 갤러리, 싱가폴, 싱가폴
- 2019 개인전, 오리건 대학교-조단 슈니처 박물관, 미국
- 2018 개인전, 백앤에글링 갤러리, 뒤셀도르프, 독일
- 2018 개인전, 브루클린 미술관, 뉴욕, 미국
- 2018 개인전, 선다람 타고르 갤러리, 뉴욕, 미국
- 2017 개인전, PKM갤러리, 서울, 대한민국
- 2017 개인전, 드 리드 미술관, 앤트워프, 벨기에
- 2017 개인전, 펄램 갤러리, 홍콩
- 2017 개인전 백앤에글리 갤러리, 비엔나, 오스트리아
- 2016 개인전, 우양 미술관, 경주, 대한민국
- 2015 개인전, 에딘버러 페스티벌, 도브콧스튜디오, 에딘버러, 영국(스코틀랜드)
- 2015 개인전, 벡앤에글링 갤러리, 뒤셀도르프, 독일
- 2015 개인전, 펄람 갤러리, 싱가폴, 싱가폴
- 2014 개인전, 버나드 제이콥슨 갤러리, 런던, 영국
- 2014 개인전, 해스티드 크라우슐러 갤러리, 뉴욕, 미국
- 2013 전광영: Assemblage - Art Plural Gallery[2], 싱가포르
- 2012 개인전, 린치버그 대학교 도라미술관, 버지니아
- 2011 개인전, 녹스빌미술관, 테네시
갤러리현대, 서울
코니 디츠숄트 갤러리, 시드니
- 2009 개인전, 모리미술관, 동경
와이오밍 대학 미술관, 라라미, 와이오밍

	 싱가폴 타일러 프린트 인스티튜트, 싱가폴
- 2008 개인전, 얼드리치 컨템포러리 미술관, 리지필드, 코네티컷

	 로버트 밀러 갤러리, 뉴욕
- 2006 개인전, 킴 포스터 갤러리, 뉴욕
미쉘 로젠필드 갤러리, 뉴욕
싱가폴 타일러 프린트 인스티튜트, 싱가폴
애널리 주다 파인 아트, 런던
- 2005 개인전, 국제 갤러리, 서울
- 2004 개인전, 킴 포스터 갤러리, 뉴욕

	 미쉘 로젠펠드 갤러리, 뉴욕
- 2003 개인전, 코니 디츠숄트 갤러리, 시드니

	 뉴컨템퍼러리, 시드니
- 2002 개인전, 콜럼버스 뮤지엄, 콜럼버스, 죠지아

	 킴 포스터 갤러리, 뉴욕
미쉘 로젠펠드, 뉴욕
	 국제갤러리, 서울
- 2001 개인전, ‘2001올해의 작가전’, 국립현대미술관, 과천
- 2000 개인전, 미쉘 로젠펠드 갤러리, 뉴욕

	 코멘노즈 갤러리, 키비스케인, 플로리다
	 킴 포스터 갤러리, 뉴욕
- 1999 개인전, 박여숙 갤러리, 서울

	 킴 포스터 갤러리, 뉴욕
- 1998 개인전, 갤러리시공, 대구
- 1997 개인전, 박영덕화랑, 서울
- 1995 개인전, 박영덕화랑, 서울
- 1994 개인전, 종로갤러리, 서울
- 1992 개인전, 갤러리현대, 서울
- 1990 개인전, 갤러리동성아트센터, 서울
- 1989 개인전, 갤러리윤, 서울
- 1988 개인전, 갤러리현대, 서울
- 1987 개인전, 관훈갤러리, 서울
- 1986 개인전, 시로다 화랑, 동경
- 1985 개인전, 무라마추 화랑, 동경

	 가마쿠라(村松) 화랑, 동경
- 1984 개인전, 관훈갤러리, 서울
- 1980 개인전, 미국문화원, 서울
- 1979 개인전, 몰타국립현대미술관, 세인트 줄리안, 몰타

	 로터스 갤러리, 뉴욕
- 1977 개인전, 신세계화랑, 서울
- 1976 개인전, 5번가 갤러리, 윌밍턴, 델라웨어

	 미술회관, 서울
- 1975 개인전, 로터스 갤러리, 뉴욕
- 1972 개인전, 홀리 솔로몬 갤러리, 뉴욕
- 1971 개인전, 인터내셔널 하우스 갤러리, 필라델피아
- 1968 개인전, 서울문화회관, 서울

외 다수

### 단체전
- 2023, ‘化作通變’, 제7회 광저우트리엔날레, 광동미술관, 광저우, 중국
- 2023, ‘時間引力’, 2023청두비엔날레, 청두미술관, 청두, 중국
- 2021, '달빛 연가 : 한지워크와 현대미술', 전북도립미술관, 전주, 대한민국
- 2020, 'ㄱ'의 순간, 서울서예박물관, 서울, 대한민국
- 2020, '이응노, 종이로 그린그림', 이응노미술관, 대전, 대한민국
- 2020, '동쪽의 소리', 뎁아트갤러리, 밀라노, 이탈리아
- 2018, 백앤에글링 갤러리, 뒤셀도르프, 독일
- 2016, 홍콩 그룹전, 펄람 갤러리, 홍콩
- 2015, 베니스비엔날레, 팔라쪼 그리마니 아트 뮤지엄, 베네치아, 이탈리아
- 2015, ‘하얀울림’ 산뮤지엄, 원주, 한국
- 2015, ‘스폴딩하우스:레스=모어’ 호눌룰루뮤지엄오프아트, 하와이, 미국
- 2014, 예일 대학교 아트 갤러리, 코네티컷, 미국
- 2013, 하우 아트 뮤지엄, 원조우, 중국
- 2012, Design Futurology, 서울대학교미술관, 서울, 대한민국
- 2012, ‘매체의 시학’, 클라인에버딩엔-누서도프미술관, 독이
- 2011, ‘올해의 작가 23인의 이야기1995-2010’, 국립현대미술관, 과천, 대한민국
- 2011, 임프레션갤러리, 타이페이, 태국
- 2010, ‘아이엠 더 코스모스’, 뉴저지주립미술관, 뉴저지

	‘언더커버 프로젝트’, 얼드리치 컨템포러리 미술관, 리지필드, 코네티컷
- 2009	‘창립20주년 기념전’ 코니 디츠숄트갤러리, 시드니

	‘얼반 아케올로지’, 킴 포스터 갤러리, 뉴욕
- 2008	‘별이 가득한 깊은 밤’, 비주얼 아트 센터, 뉴저지

	‘언더커버 프로젝트’, 얼드리치 컨템포러리 미술관, 리지필드, 코네티컷
- 2007	‘종이에 매혹되다’, 갤러리 르롱, 취리히
- 2006	‘홀란드 종이 비엔날레’, 코다뮤지엄, 아펠도른
- 2005	‘울림- Beyond Repetition’, 서울시립미술관, 서울

	‘2005 서울미술대전’, 서울시립미술관, 서울
- 2004	‘뉴욕의 미술현장’, 올브라이트 녹스 갤러리, 버팔로, 뉴욕

	‘서울시립미술관 남서울 분관 개관전’, 서울시립미술관, 서울
- 2003	‘2003서울미술대전’, 서울시립미술관, 서울

	‘크로싱 2003, 한국/하와이', 컨템퍼러리 뮤지엄, 호놀루루
	 아트 언리미티드, 아트34바젤, 바젤
- 2001	‘컴펠드’, 헌터드 현대미술관, 뉴저지
- 2000	'딜러스 초이스' 로버트 키드 갤러리, 미시건

	 구엔다 제이/ 애딩턴 갤러리, 시카고
- 1999	 바이스갤러리, 쾰른
- 1998	‘도르데아 반 더 쾰른’, 마인츠

	‘크로싱 바운더리스’, 갤러리 V, 콜럼버스, 오하이오
- 1997	‘한지작가회전’: 한지-그 이후, 워커힐미술관, 서울
- 1996	‘한지 현대미술작가전’, 다도화랑, 서울

	‘한지작가회전: 한지-그 근원의 미학’, 다도화랑, 서울
- 1995	'紙- 韓•日 현대미술작가, 종로갤러리, 서울

	'정도 600년 記念-서울국제현대미술제, 국립현대미술관, 과천
- 1994	'3人의 한지작가', 종로갤러리, 서울
- 1993	'방글라데시 비엔날레', 방글라데시 실파칼라 아카데미, 다카
- 1987	'서울-요코하마 현대미술작가전', 아트코스모센터 갤러리, 요코하마
- 1986	'요코하마 현대미술작가전', 요코하마미술관, 요코하마
- 1985	'ISPPA전', 워커힐미술관, 서울
- 1984	'ISPPA전', 후쿠오카미술관, 후쿠오카
- 1986-81'한국 오늘의 작가전', 관훈미술관, 서울
- 1982	'에꼴 드 서울전', 국립현대미술관, 과천
- 1977	‘2인의 초대작가전’, 5번가 갤러리, 윌밍턴, 델라웨어
- 1976	델라웨어대학 미술관, 델라웨어

	'10인의 초대작가 전', 로터스 갤러리, 뉴욕
	현대미술초대작가전, 볼쉬미술관, 필라델피아
- 1975	우드메이어 갤러리, 필라델피아

	죤 와나메이커 갤러리, 필라델피아
윌리엄 펜 기념미술관, 해리스버그
- 1974	제24회 첼튼엄미술전, 첼튼엄 아트센터, 첼튼엄

	'오늘의 작가전, 데렉설 대학 미술관, 필라델피아
- 1973 	시빅센터 미술관, 필라델피아
'얼스 아트 모던 Ⅱ', 필라델피아 시립미술관, 필라델피아
- 1971-78'국립작가전람회 포럼,' 시립미술관, 필라델피아
- 1966-68'조선일보 현대미술초대전,' 조선일보사, 서울
- 1966-67 신상전(新象展), 국립현대미술관, 과천

## 수상
- 2009	대한민국문화예술상, 미술부문 대통령상, 문화체육관광부, 한국
- 1974 	제27회 첼튼엄 현대미술작가전, 은상, 첼튼엄, 미국
- 1973	Earth Art Ⅱ, 특별상, 시립미술관, 필라델피아, 미국
- 1969 	제18회 대한민국 국전 특선
- 1968 	제17회 대한민국 국전 입선
- 1967	조선일보 주최 국립현대작가전 특선
- 1967-66 	제5,6회 신상전공모전 특선